# Corvus corax tibetanus
Corvus corax tibetanus — підвид крука (Corvus corax) роду ворон (Corvus).
Ареал підвиду включає всю гірську Середню Азію (крім Туркменістану), Гімалаїв та Тибету.

## Опис
Статевий диморфізм не виражений. Довжина тіла становить 71 см. Маса може досягати 2 кг. Оперення синьо-чорного кольору, блискуче. Верхня частина грудей брудна (коричневе забарвлення відсутнє у птахів, що знаходяться в абсолютно свіжому оперенні). Подовжені пір'я на нижній частині горла довше, загальні розміри більше, ніж у Corvus corax laurencei. Довжина крила самців — 438—512 (472) мм. Дзьоб масивний.

## Поведінка
Як правило, зустрічаються парами, а іноді невеликими зграями. Дикі, обережні й підозрілі. У повітрі здійснюють різні акробатичні трюки: ковзання, повороти, піке. Явно насолоджуються польотами.

## Розмноження
Самиця будує гніздо з матеріалу, принесеного самцем. Гніздо може використовуватися багато років, його щорічно ремонтують. Кількість яєць у кладці 5—6. Пташенята вилуплюються на 19—23 день і залишаються в гнізді 40—42 дні, харчуючись їжею, яку в спеціальному горловому мішку приносять дорослі.

## Культурне значення

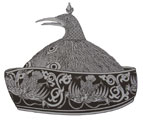
Корона короля Бутана

Цей підвид є національним птахом Бутана. Раніше вбивство крука каралося стратою. Корона короля Бутана увінчана головою крука.